# Keegan Connor Tracy

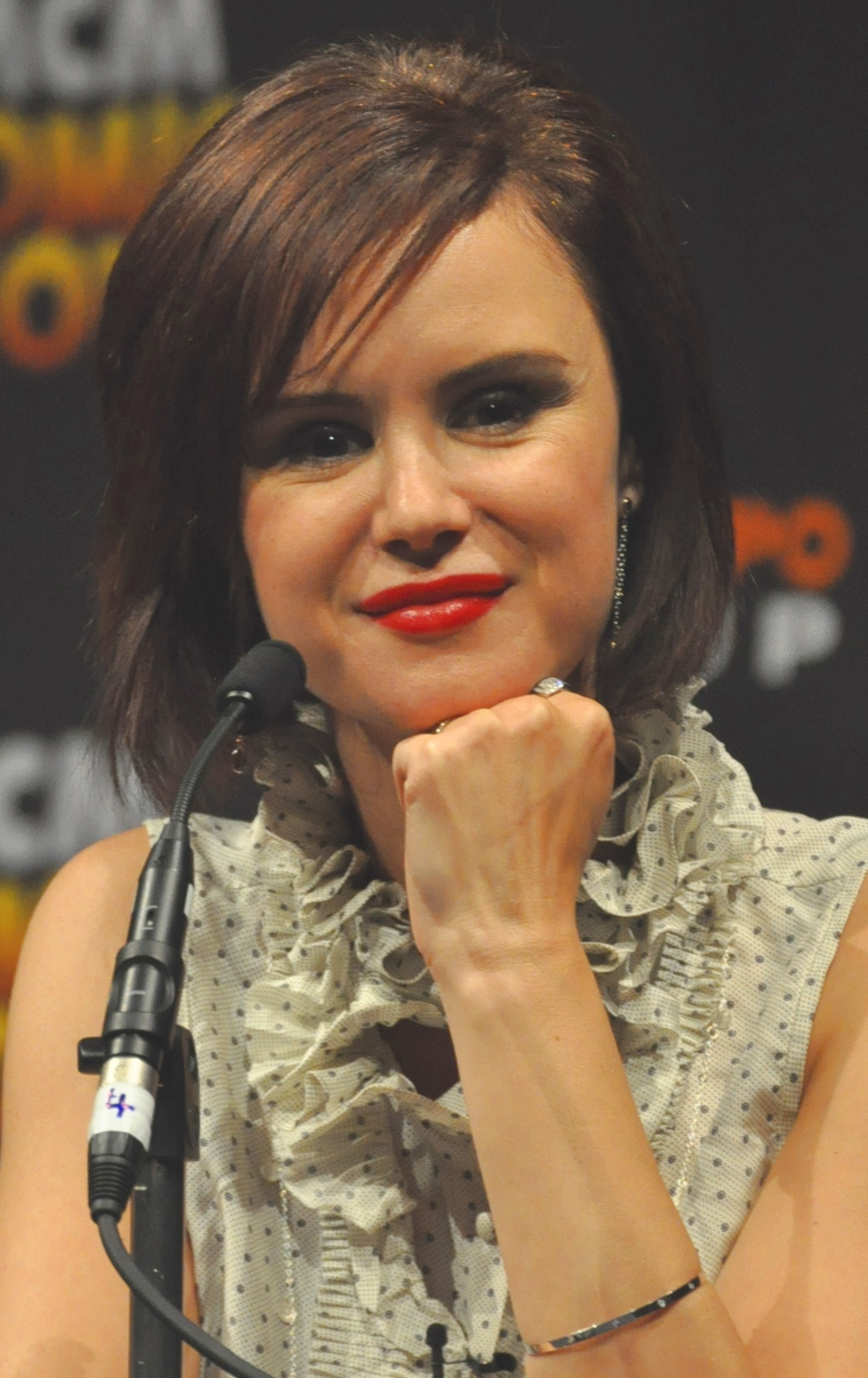
Keegan Connor Tracy (2013)

Keegan Connor Tracy (* 3. Dezember 1971 in Windsor, Ontario als Tracy Armstrong) ist eine kanadische Schauspielerin, Filmregisseurin und Drehbuchautorin.

## Leben und Karriere
Keegan Connor Tracy wuchs in Windsor auf und besuchte die St. Patrick’s High School in Sarnia, später zog sie nach Waterloo, wo sie ein BWL-Studium an der Wilfrid Laurier Universität begann. Schon nach kurzer Zeit wechselte sie zum Studiengang Psychologie. Nach zwei Auslandssemestern in Dublin, Paris und Nizza schloss Tracy ihr Studium erfolgreich ab.
Nach ihrem Umzug 1997 nach Vancouver erhielt Tracy Angebote für ihre ersten Film- und Serienrollen. Ihr bisher größter Erfolg ist neben Final Destination 2 die Serie Jake 2.0, für die sie im Rahmen der Leo Awards in der Kategorie Dramatic Series: Best Lead Performance by a Female nominiert war.

## Filmografie (Auswahl)
Darstellerin
- 1998: Breaker Hight (Fernsehserie, Episode 1x41)
- 1997, 1999: Viper (Fernsehserie, 2 Episoden, verschiedene Rollen)
- 1998: Drei stahlharte Profis (Three, Fernsehserie, Episode 1x08)
- 1998: First Wave – Die Prophezeiung (First Wave, Fernsehserie, Episode 1x04)
- 1998: Millennium – Fürchte deinen Nächsten wie Dich selbst (Millennium, Fernsehserie, Episode 3x09)
- 1998: Das Netz – Todesfalle Internet (Fernsehserie, Episode 1x08)
- 1998: Die neue Addams Familie (The New Addams Family, Fernsehserie, Episode 1x18)
- 1998, 2001: Auf kalter Spur (Cold Squad, Fernsehserie, 2 Episoden)
- 1999: Doppelmord (Double Jeopardy)
- 1999: Night Man (Fernsehserie, 2 Episoden)
- 1999: Seven Days – Das Tor zur Zeit (Seven Days, Fernsehserie, Episode 2x03)
- 1999–2000: Beggars and Choosers (Fernsehserie, 17 Episoden)
- 2000: Traumpaare (Duets)
- 2000: Hollywood Off-Ramp (Fernsehserie, Episode 1x16)
- 2001: Strange Frequency (Fernsehserie, Episode 1x06)
- 2001: Neben der Spur (Out of Line)
- 2001: Stirb später, Liebling (Kill Me Later)
- 2002: 40 Tage und 40 Nächte (40 Days and 40 Nights)
- 2002: Blackwoods – Hetzjagd in die Vergangenheit (Blackwoods)
- 2002: Dark Angel (Fernsehserie, Episode 2x14)
- 2003: Final Destination 2
- 2003–2004: Jake 2.0 (Fernsehserie, 16 Episoden)
- 2003: Mob Princess (Fernsehfilm)
- 2003: A Problem with Fear
- 2004: The Days (Fernsehserie, Episode 1x06)
- 2005: 4400 – Die Rückkehrer (The 4400, Fernsehserie, 2 Episoden)
- 2002–2005: Da Vinci’s Inquest (Fernsehserie, 2 Episoden)
- 2005: The Collector (Fernsehserie, Episode 2x09)
- 2005: Killer Instinct (Fernsehserie, Episode 1x04)
- 2005: Chaos
- 2005: White Noise – Schreie aus dem Jenseits (White Noise)
- 2006: Angeklagt: Der Kampf einer Tochter (The Perfect Suspect, Fernsehfilm)
- 2006: Der dunkle Sturm (Dark Storm, Fernsehfilm)
- 2006: Three Moons Over Milford (Fernsehserie, Episode 6x07)
- 2006: Her Fatal Flaw (Fernsehfilm)
- 2006: Das Netz 2.0 (The Net 2.0)
- 2006: Stargate – Kommando SG-1 (Stargate SG-1, Fernsehserie, Episode 10x05)
- 2006, 2009, 2019: Supernatural (Fernsehserie, 3 Episoden, verschiedene Rollen)
- 2007: Nur die Liebe hilft (Numb)
- 2007: Psych (Fernsehserie, Episode 1x12)
- 2007–2009: Battlestar Galactica (Fernsehserie, 9 Episoden)
- 2008: Bratz Girlz Really Rock (Stimme von Liona)
- 2008: The Women – Von großen und kleinen Affären (The Women)
- 2009: My Little Pony – Der Stern der Wünsche (My Little Pony: Twinkle Wish Adventure, Stimme von Whimsey)
- 2009: The Building
- 2010: Eureka – Die geheime Stadt (Eureka, Fernsehserie, Episode 4x07)
- 2010: Life Unexpected – Plötzlich Familie (Life Unexpected, Fernsehserie, Episode 1x02)
- 2010: Smokin’ Aces 2: Assassins’ Ball
- 2011: V – Die Besucher (V, Fernsehserie, Episode 2x02)
- 2011–2018: Once Upon a Time – Es war einmal … (Once Upon a Time, Fernsehserie, 35 Episoden)
- 2011–2013, 2019: Superbook (Fernsehserie, 4 Episoden)
- 2012: The Company You Keep – Die Akte Grant (The Company You Keep)
- 2013: Words & Pictures – In der Liebe und in der Kunst ist alles erlaubt (Words and Pictures)
- 2013: Embrace of the Vampire
- 2013: Verflixt! – Murphys Gesetz (Jinxed, Fernsehfilm)
- 2013–2015: Bates Motel (Fernsehserie, 8 Episoden)
- 2014–2015: Heartland – Paradies für Pferde (Heartland, Fernsehserie, 2 Episoden)
- 2015: My Life as a Dead Girl (Fernsehfilm)
- 2015: Backstrom (Fernsehserie, Episode 1x08)
- 2015: Dead Rising: Watchtower
- 2015: Descendants – Die Nachkommen (Descendants, Fernsehfilm)
- 2015: Exchange Student Zero (Fernsehserie, 4 Episoden, Stimme von Lucinda)
- 2016: Dead Rising: Endgame
- 2016: Motive (Fernsehserie, Episode 4x09)
- 2016–2017: Ready Jet Go! (Fernsehserie, 4 Episoden, Stimme von Dr. Rafferty)
- 2016–2020: The Magicians (Fernsehserie, 19 Episoden)
- 2017: Garage Sale Mysteries: The Art of Murder (Fernsehfilm)
- 2017: Descendants 2 – Die Nachkommen (Descendants 2, Fernsehfilm)
- 2018: Super Dinosaur (Fernsehserie, Episode 1x07, Stimme von Agent Winder)
- 2019: Eine Reihe betrüblicher Ereignisse (A Series of Unfortunate Events, Fernsehserie, 2 Episoden)
- 2019: Valley of the Boom (Fernsehserie, 2 Episoden)
- 2019: Morning Show Mysteries: Death by Design (Fernsehfilm)
- 2019: Descendants 3 – Die Nachkommen (Descendants 3, Fernsehfilm)
- 2019: Z
- 2019: Creepshow (Fernsehserie)
- 2020: The Twilight Zone (Fernsehserie, Episode 2x08)
- 2021: Harry & Meghan: Escaping the Palace (Fernsehfilm)
- 2022: Blockbuster (Fernsehserie, 4 Episoden)
- 2025: Providence Falls (Miniserie)

Regisseurin
- 2019: La Fille (Kurzfilm)
- 2021: Hiro and the Emerald Lady (Kurzfilm)
- 2021: Cradle Did Fall (Fernsehfilm)
- 2022: Scented with Love (Fernsehfilm)
- 2023: Meet my Mother (Fernsehfilm)

Drehbuchautorin
- 2019: La Fille (Kurzfilm)
- 2021: Hiro an the Emerald Lady (Kurzfilm)